# Caxambu do Sul
Pour les articles homonymes, voir Caxambu (homonymie).
Caxambu do Sul est une ville brésilienne de l'ouest de l'État de Santa Catarina.

## Géographie
Caxambu do Sul se situe par une latitude de 27° 09′ 40″ sud et par une longitude de 52° 52′ 43″ ouest, à une altitude de 318 mètres. Sa population était de 4 406 habitants au recensement de 2010. La municipalité s'étend sur 141 km2.
Elle fait partie de la microrégion de Chapecó, dans la mésorégion Ouest de Santa Catarina.

## Villes voisines
Caxambu do Sul est voisine des municipalités (municípios) suivantes :
- Águas de Chapecó
- Alpestre dans l'État du Rio Grande do Sul
- Guatambú
- Planalto Alegre
- Rio dos Índios dans l'État du Rio Grande do Sul